# لا شو (أورن)
لا شو هي بلدية في أورن في شمال غرب فرنسا.